# Gröden (Brandenburg)
Gröden település Németországban, azon belül Brandenburgban. Lakosainak száma 1332 fő (2023. december 31.).

## Népesség
A település népességének változása:
| Lakosok száma | 1347 | 1346 | 1330 | 1326 | 1332 |
|               | 2017 | 2019 | 2021 | 2022 | 2023 |